# Malapterus
Malapterus  es un género de peces de la familia de los Labridae y del orden de los Perciformes.

## Especies
De acuerdo con FishBase:
- Malapterus reticulatus Valenciennes en Cuvier y Valenciennes, 1839